# SS501
SS501 (udtales Double-S 501 eller Deo Beul E Seu Oh Gong Il (더블에스오공일) er et sydkoreansk boyband under ledelse af DSP Media.
Bandets navn er en kombination af bogstaver og tal, som har en speciel betydning. Det første S står for Super (stjerne). Det andet S står for sanger. Tallene 5, 0 og 1 står for "fem medlemmer forenet som én for evigt".
Gruppen blev dannet i 2005 og består af Kim Hyun Joong (født 6. juni 1986), Heo Young Saeng (født 3. november 1986), Kim Kyu Jong (født 24. februar 1987), Park Jung Min (født 3. april 1987) og Kim Hyung Jun (født 3. august 1987). Deres debutalbum har titlen Warning.
Den 10. maj 2010 udgav bandet deres albummet Destination, der var det sidste før deres pladekontrakt udløb. I juni 2010, efter kontrakten med DSP media udløb, er alle medlemmerne flyttet videre til andre pladeselskaber, for at fortsætte som solister. Gruppens leder og talsmand Kim Hyun Joong, har udtalt at gruppen dog ikke er gået i opløsning. 

## Historie

### Før debut
Før deres debut med SS501, havde de fleste af medlemmerne haft erfaring med underholdnings brachen.
Kim Hyun-Joong var egentlig ved at debutere i en 5 mands gruppe, i hvilken Han Yeon var ment til at være leder og Hyun-Joong det yngste medlem. igennem 2001 og 2002, mens han arbejde som tjener på en familie restaurant placeret i Jamsil-dong, blev Hyun-Joong itroduceret for et nyt medie selskab. Mens gruppen gennemgik træning sammen, blev de af deres selskab til at debutere i Kina, men de afslog forslaget og gik i opløsning. Hyun-Joong fortsatte med at audition ved DSP Media og blev et medlem og leder af SS501.
Heo Young-Saeng startede dom nybegynder ved SM Entertainment. han skiftede selskab og tilsluttede sig DSP Media i stedet, og blev et medlem og forsanger og midlertidig leder (for trioen,, mens Hyun-Joong var med i Boys Over Flowers) af SS501.
Park Jung-Min var med i reklamer for kondomer. Da han var 13 blev han udset af en maneger og blev accepteret både af DSp media og SM Entertainment. På et tidspunkt fortalte SM Entertainment at de var ved at forberede en ny gruppe, men gruppen havde mange medlemmer, som ifølge Jung-Min sikkert var Super Junior siden han så dem øve. Jung-Min valgte DSP Media fordi han mente at han kunne debutere hurtigere hos DSP.
Kim Hyung-Jun var med i Ock Joo-HYuns musikvideo, Catch i 2004. han var også den første til at blive valgt til SS501, hvilket betyder at han har haft den længste trænings periode.
SS501 havde deres første tv show før de officielt debuterede, det havde titlen SS501 M!Pick af MNET, som dokumenterede deres før-debut dage og 3 måneder efter deres debut.   

### 2005-06: Debut
SS501 debuterede officielt 8. juni 2005 med deres første minialbum Warning. Deres andet minialbum Snow Prince blev udgivet sidst i 2005, fem måneder efter deres debut.
I den tid etablerede de deres officielle fanklub Trippel S. Gruppen fik meget popularitet med det samme og vandt mange nybegynderpriser efter deres debut.
Gruppen var inaktive i Danmark det meste af 2006, men de havde deres første fan møde i Japan i april det år. Grunden var at Heo Young-Saeng hals tilstand, som krævede opperation, som resulterede i at han havde brug for tid til at komme sig helt. I midten af 2006 havde de deres første succesfulde koncert, "Step Up Concert" i Osaka, Japan. Sent i 2006 vendte de tilbage til Korea for at reklamere for deres første studioalbum S.T 01 Now, som blev udgivet 10. november. Singler fra albummet inkluderer "Unlock" og "Four Chance". Samtidig med markedsføringen af albummet i forskellige shows, filmede de et show på MNET, som blev kaldt SS501 SOS. Gruppen (undtagen Young-Saeng på grund af opperationen) lånte deres stemmer til den animerede film Hurlum Haj (2006). 

### 2007-08: Gennembrud, Japansk debut, Boys Over Flowers
I 2007 debuterede gruppen på det japanske marked for at udfordre dem selv uden for Korea. En japansk fanklub blev etableret med navnet "Trippel S Japann", som officielt debuterede d. 25. marts 2007, da SS501 havde deres første møde med fanklubben. gruppen havde på dette tidspunkt udgivet deres Japanske single Kokoro. Den blev valgt til slut temaet på animen Blue Dragon. 
SS501 medvirkede i den japanske dramaserie Hotelier i episode 7. I maj 2008 var Kim Hyun-Joong med i realityprogrammet "We Got Married" sammen med Hwangbo, fra episode 9. de andre medlemmer dukkede også op på showet, mens de lavede deres japanske aktiviteter og indspillede deres anden single. Senere i september udgav SS501 deres anden single i Japan med titlen "Distance". Den 24. oktober udgav de et fuldt album med titlen SS501. SS501 modtog nykommerprisen af Japan Gold Disc Award i januar 2008, det var første gang at en korenansk kunster modtog denne pris. 
SS501 vendte tilbage til Korea med deres single Deja Vu, som blev udgivet d. 13. marts 2008. De begyndte deres comeback på musikkanalen MNET's M Countdown. Efter deres succes med deres single Deja Vu begyndte de at reklamere for deres anden single "A Song Caling For You". De Udførte deres Goodbye Stage på Music Bank i juni 2008, for at vende tilbage til Japanske aktiviteter. Deres tredje japanske single blev udgivet den 8. juni 2008 titlet Lucky Days.
Den 4. oktober repræsenterede gruppen Kore og optrådte på Seoul World Cup Stadium, og modtog prisen for bedste asiatiske kunstner ved den femte Asien sang festival, organiseret af Korea Foundation for International Culture Exchange. 
Den 2. oktober blev Kim Hyun-Joong castet til sin første hovedrolle som "Yoon Ji-Hoo" i den koreanske version af Hana Yori Dango, officielt titlet Boys Over flowers, en rolle som han vandt "mest populære skuespiller prisen" med  ved Seoul International Drama Awards i 2009, og "popularitets prisen" til det 45. PaekSang Arts Awards. serien blev sendt på KBS i første halvår af 2009. Samtidig, i starten af 2009, blev Park Jung-Min castet til hans musikaldebut i Grease som Danny Park, hvor han modtog prisen "bedste nye musikal-talent" ved Golden Ticket Awards. Mens både Jung-Min og Hyun-Joong havde travlt med deres skemaer, dannede de tilbageværende medlemmer "SS501 Project Group" med Heo Young-Saeng som leder. de udgav et projekt album med titlen U R Man i November 2008, med et højt tempo dance track  "U R Man", som de 3 tilbageværende SS501 medlemmer opførte selv, med undtagelse for special optræden. som inkluderede alle fem medlemmer. projekt gruppen opførte "U R Man" i episode 4 i Boys Over Flowers, hvor de optrådte i natklubben. De indspillede sangen "Because i'm Stupid" til soundtracket til Boys over Flowers, som modtog flere priser, såsom "månedens sang (feburar)".

### 2009-10: Mini albummer, første Asien tour, forlader DSP Media
SS501 udgav deres officielle andet japanske album, All My Love 13. maj 2009. Selvom de før har sunget cappella til koncerter, er det første gang, at de har indspillet en capella-titel til deres album "All My Love". En promotiontour blev holdt i Japan for at støtte albummet.
Den 21. juli 2009 udgav de deres 6. minialbum, Solo Collection, som bestod af individuelle medlemmers sange, og en sang fra SS501 Projekt. den indeholder også et minidrama med SS501 i rollerne, især Kim hyun-Joong og Park Jung-Min. I august 2009 tog de på deres første Asia tour med to koncerter i Seoul efterfulgt af 15 koncerter i Japan, Taiwan, Hong Kong, Thailand, Kina, Malaysia, og Singapore. 
Gruppens 7. minialbum Rebirth blev udgivet i to dele. Den første blev udgivet 20. oktober, mens den anden blev udgivet 22. oktober. 

## Koreansk diskografi
Mini albums
- SS501 – 2005
- Snow Prince – 2005
- Deja Vu – 2008
- Find – 2008
- Special Album – U R Man – SS501 Project Group – 2008
- Mars Men, Venus Women (Kim Hyung Jun) – 2009
- Solo Collection – 2009
- Rebirth – 2009
- Destination – 2010

Album
- SS501 S.T 01 Now – 2006

Singles
- Haptic Mission – 2009
- We Can Fly – 2009

## Japansk diskografi
Singles
- Kokoro – 2007
- Distance~君とのキョリ – 2007
- Lucky Days – 2008

Albums
- SS501 – 2007
- Singles – 2008
- U R Man (Japan Ver. Edition) – 2009
- All My Love – 2009

## Filmografi

### Film
2006: Hurlum Haj, (Hyun-Joong/Max, Kyu-Jong/krabbe og østers, Jung-Min/østers og Pelle, Hyung-Jun/Pav.)

### Tv Serier
| Year | Title                                 | Original title       | Members    | Members     | Members   | Members   | Members   | Further Information |
| Year | Title                                 | Original title       | Hyun-joong | Young-saeng | Kyu-jong  | Jung-min  | Hyung-jun | Further Information |
| ---- | ------------------------------------- | -------------------- | ---------- | ----------- | --------- | --------- | --------- | --- |
| 2005 | Nonstop 5                             | 논스톱 5             | x (guest)  | x (cameo)   | x (cameo) | x (cameo) | x (cameo) | MBC sitcom; Hyun-joong er gæst i afsnit 208, de andre medlemmer er med i afsnit 207 |
| 2005 | Can Love Be Refilled?                 | 사랑도 리필이 되나요 | x          |             |           | x         |           | KBS2 sitcom; Hyun-joong spiller William |
| 2006 | Break                                 |                      |            |             | x         |           |           | Mnet sitcom; Kyu-jong har hovedrollen |
| 2007 | Hotelier                              | ホテリアー           | x (cameo)  | x (cameo)   | x (cameo) | x (cameo) | x (cameo) | Japansk TV Asahi drama; SS501 er med i episode 7 |
| 2008 | Spotlight                             | 스포트라이트         | x (cameo)  | x (cameo)   | x (cameo) | x (cameo) | x (cameo) | MBC drama |
| 2008 | Kokkiri                               | 코끼리               |            |             |           | x (cameo) |           | MBC sitcom; also known as Elephant; Jung-min makes a cameo appearance in episode 85 |
| 2009 | Boys Over Flowers                     | 꽃보다 남자          | x          | x (cameo)   | x (cameo) |           | x (cameo) | KBS2 drama; Hyun-joong pspiller Yoon Ji-hoo; Young-saeng, Kyu-jong og Hyung-jun har en optræden i episode 4 |
| 2009 | SETI                                  | 세티                 |            |             | x         |           |           | Daum sitcom; Kyu-jong spiller Ho-sik |
| 2010 | Playful Kiss                          | 장난스런 키스        | x          |             |           |           |           | MBC drama; Hyun-joong spiller Baek Seung-jo |
| 2010 | Human Theater                         | 인생극장             |            |             |           | x         |           | MBC every1 series; Jung-min spiller ham selv i episode 1-6 |
| 2011 | Dream High                            | 드림하이             | x (cameo)  |             |           |           |           | KBS2 drama; Hyun-joong er med i episode 1 |
| 2011 | Pianissimo                            | 피아니시모           |            |             | x         | x         | x         | TrendE mini drama; også kendt som Super Star (DVD title); Kyu-jong spiller Jun-su i episode "Never Ending Love" (koreansk: 러브 이즈유) (Okt24), Jung-min spiller kriminal inspektør Cha Min-seo i episode "Meet" (koreansk: 미트) (Sep19), Hyung-jun spiller Dong-uk i episode "Black City" (koreansk: 블랙시티) (Oct31) |
| 2011 | Love Song In August                   | 八月のラヴソング     |            |             |           | x         |           | Japansk drama; Jung-min er ham selv |
| 2011 | Saving Madame Go Bong Shil            | 고봉실 여사 구하기   |            |             | x         |           |           | TV Chosun drama; Kyu-jong spiller Nicky |
| 2012 | My Shining Girl                       | 자체발광 그녀        |            |             |           |           | x         | KBS Drama drama; pgså kendt som Glowing She; Hyung-jun spiller Kang-min |
| 2012 | I Need A Fairy                        | 선녀가 필요해        |            | x           |           |           |           | KBS2 sitcom; også kendt som Sent From Heaven; Young-saeng spiller Heo Young-saeng / Kaki in episodes 23-100 |
| 2012 | Late Blossom                          | 그대를 사랑합니다    |            |             |           |           | x         | SBS Plus drama; også kendt som Love You; Hyung-jun spiller Jung Min-chae |
| 2012 | Fondant Garden                        | 翻糖花園             |            |             |           | x         |           | Taiwanesisk CTV drama; Jung-min spiller Park Hee-hwan / Pu Xi-huan / Han Ji |
| 2012 | City Conquest                         | 도시정벌             | x          |             |           |           |           | En ment til at komme KBS2 drama hvor Hyun-joong spiller Baek Mir,men den blev ikke fortsat. |
| 2013 | Gold, Appear! (‘I Summon You, Gold!‘) |                      |            |             |           |           | x         | En MBC TV serie hvor Hyung Jun spiller rollen Jung Mong Gyu. |